# Coursetia insomniifolia
Coursetia insomniifolia är en ärtväxtart som beskrevs av Matt Lavin. Coursetia insomniifolia ingår i släktet Coursetia, och familjen ärtväxter. Inga underarter finns listade i Catalogue of Life.